# Wasil Chramcou
Wasil Wasilewicz Chramcou (biał. Васіль Васілевіч Храмцоў; ur. 16 grudnia 1965 w Nowopołocku, zm. 11 czerwca 2011) – białoruski działacz społeczny i polityczny, lider białoruskiego ruchu ekologicznego na ziemi połockiej w końcu lat 80. XX w., jeden z założycieli i wieloletni działacz Białoruskiego Frontu Ludowego, propagator odrodzenia białoruskiej kultury, znawca obrzędów ludowych, działacz na rzecz edukacji i wychowania młodzieży; zwolennik niepodległości Białorusi, aktywny uczestnik ruchu demokratycznego; wielokrotnie represjonowany przez białoruskie władze.

## Życiorys
Urodził się 16 grudnia 1965 roku w Nowopołocku, w obwodzie witebskim Białoruskiej SRR, ZSRR. Zakończył tam Szkołę Nr 6, odbył obowiązkową służbę w Armii Radzieckiej, po czym pracował w fabryce „Wymiaralnik”.

### Działalność społeczna
Od końca lat 80. aktywnie zajmował się działalnością społeczną. Angażował się w ruch ekologiczny, był jednym z jego liderów w Nowopołocku. Organizował i uczestniczył w manifestacjach o tematyce ekologicznej. Popierał białoruski ruch narodowy. Uważał za szczególnie istotne umacnianie białoruskiej kultury, przede wszystkim tradycyjnej. Dużą wagę przykładał w tym względzie do wychowania i edukacji młodzieży. Po zdobyciu niepodległości przez Białoruś był jednym z organizatorów pierwszej w Nowopołocku klasy szkolnej nauczającej w języku białoruskim. Utworzył też w tym mieście wspólnotę „Wsiesław Czarodziej”, której zadaniem było przywracanie białoruskiej kultury ludowej. Organizował obchody świąt ludowych, takich jak Boże Narodzenie, Hukannie wiasny, Dziady, a przede wszystkim Noc Kupały. Obchody tego ostatniego święta, organizowane nad jeziorami na połocczyźnie, z czasem przybrały charakter ogólnokrajowy. Wasil Chramcou, jako znawca obrzędu, co roku pełnił tam rolę Kniazia-Kupalisza. Kolekcjonował też przedmioty związane z historią Białorusi. Z myślą o młodzieży organizował wędrówki po zabytkach i historycznie ważnych miejscach ziemi połockiej. Wspierał wydawanie dziesiątek niezależnych publikacji, gazetek i biuletynów na terenie całej Białorusi. W ramach działalności społecznej zajmował się też transportem leków podarowanych przez białoruską diasporę dla mieszkańców terenów skażonych w wyniku katastrofy w Czarnobylu.

### Działalność polityczna
Będąc już jednym z liderów ruchu ekologicznego w Nowopołocku, Wasil Chramcou zajął się polityką. Jako zwolennik niepodległości Białorusi i białoruskiego ruchu narodowego włączył się w tworzenie politycznego ruchu o tym charakterze. Brał udział w utworzeniu Konferencji Białoruskich Wspólnot (KBS), reprezentując w niej nowopołocką wspólnotę „Marzec”. Wchodził w skład komitetu organizacyjnego KBS, za co w sierpniu 1988 roku w Mińsku został aresztowany. 30 października 1988 roku brał udział w jednej z pierwszych masowych manifestacji rodzącego się białoruskiego ruchu narodowego – „Dziady 88”. Udało mu się wówczas wykonać wiele zdjęć dokumentujących brutalną próbę rozpędzenia marszu przez milicję. Był delegatem Zjazdu Założycielskiego Białoruskiego Frontu Ludowego w Wilnie w 1989 roku. Został jednym z założycieli BFL i organizacji społecznej BFL „Odrodzenie”. 20 września 1991 roku, dzień po tym, jak Rada Najwyższa Białorusi przyjęła biało-czerwono-białą flagę jako oficjalną flagę państwową, razem z S. Sakałauem-Wojuszem własnoręcznie usunął radzieckie flagi na budynkach władz miejskich w Połocku i Nowopołocku, zastępując je nowymi. Brał udział, w roli zarówno kierownika, jak i wolontariusza, we wszystkich akcjach i kampaniach wyborczych białoruskiego ruchu narodowego na początku lat 90. Pełnił funkcję przewodniczącego nowopołockiego oddziału BFL. Wielokrotnie prześladowany z przyczyn politycznych przez białoruskie władze. Sądzony za wywieszanie biało-czerwono-białych flag, wielokrotnie aresztowany za udział w akcjach sił demokratycznych. Przed wyborami prezydenckimi w 2006 roku kierował sztabem wyborczym Zjednoczonych Sił Demokratycznych, za co został prewencyjnie aresztowany, mimo cukrzycy.
Wasil Chramcou zmarł 11 czerwca 2011 roku. Według słów Przyjaciół opublikowanych w białoruskich niezależnych mediach, życie Wasila Chramcoua (…) błyskawicznie, bezlitośnie, niesprawiedliwie spaliła zła choroba, jaka zapanowała na Białorusi po Czarnobylu.

## Życie prywatne
Oprócz działalności politycznej i społecznej miał też wiele różnorodnych pasji. Zajmował się fotografią, prowadził fotokronikę, napisał także zbiór wierszy pod wspólnym tytułem Bałachouski cykł. Miał żonę Alenę, a także córki Rużanę i Janę.